# Idaea scutulata
Idaea scutulata là một loài bướm đêm trong họ Geometridae.